# Picarquín
Picarquín is een Chileense plaats in de gemeente Mostazal gelegen op ongeveer 30 kilometer van de stad Rancagua. Het maakt deel uit van de regio Libertador General Bernardo O'Higgins. Picarquin heeft ruim 1000 inwoners.

## Wereldjamboree
Picarquín is bekend van de 19de Wereldjamboree, die er in december 1998 en januari 1999 werd gehouden. De jamboree werd bijgewoond door 31.000 scouts, waarvan 500 deelnemende Nederlandse scouts, en nog eens ongeveer 100 Nederlandse vrijwilligers. Op de open dorre vlakten stonden de tenten opgesteld met zicht op het Andesgebergte. Het thema was "Building peace together".

## Mysteryland
Sinds december 2011 wordt in Picarquín een versie van het Nederlandse festival Mysteryland gehouden. In 2012 gebeurde dit op 15 en 16 december. De derde editie vond plaats van 20 tot 23 december 2013, men verwachtte in 2014 bij de vierde editie (19 tot 21 december) tienduizenden dancefans.